# John Harvard (Theologe)

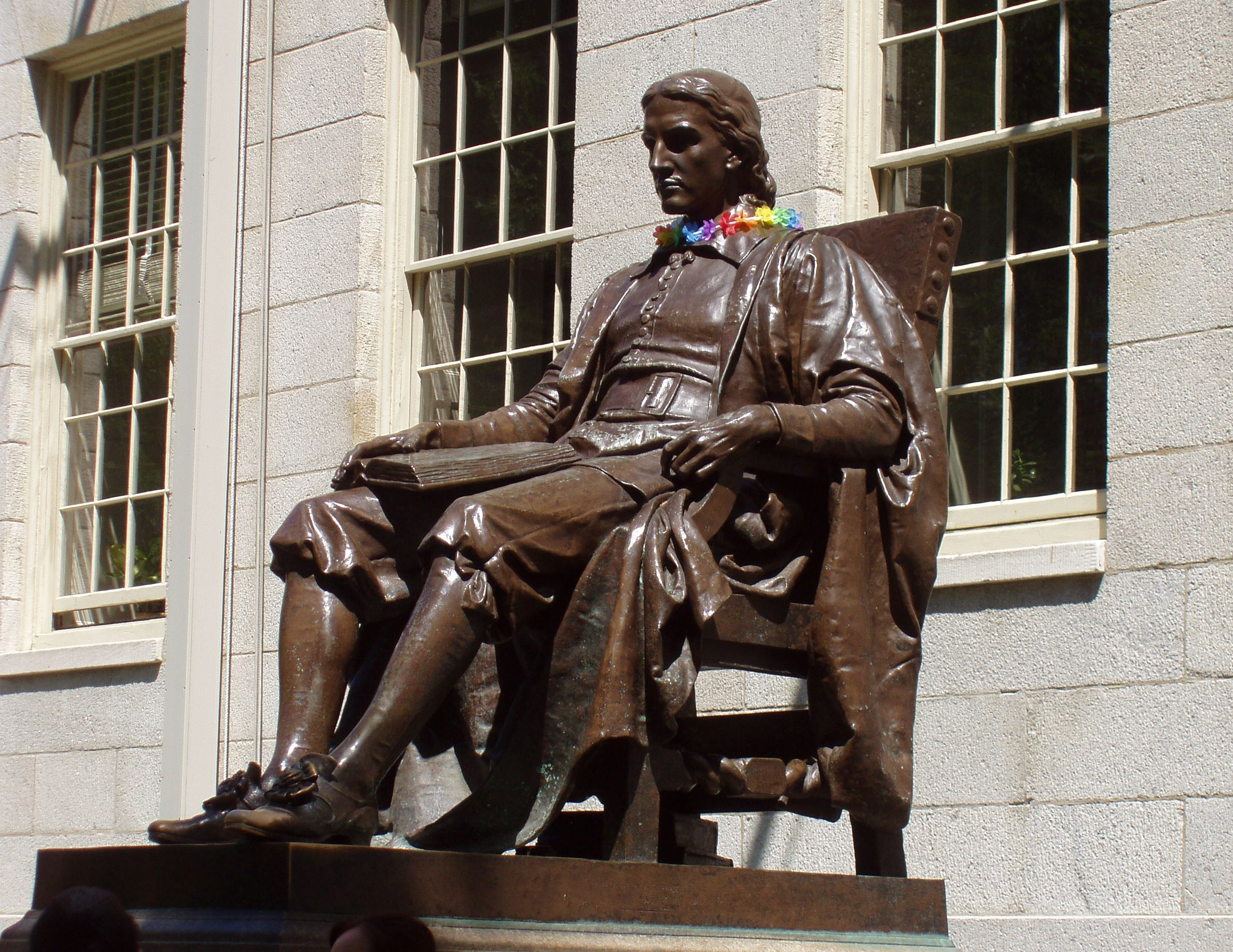
John-Harvard-Statue von 1884 auf dem Campus der Harvard-Universität. Der Mann, den die Statue darstellt, ähnelt wahrscheinlich nicht John Harvard, da dem Künstler Daniel Chester French kein Bild von ihm als Vorlage zur Verfügung stand.

John Harvard (* 26. November 1607 im London Borough of Southwark, England; † 14. September oder 24. September 1638 in Charlestown, Massachusetts) war ein englischer puritanischer Theologe, der 1637 nach Neuengland ausgewandert war. Nach ihm wurde die Harvard University benannt.

## Leben
Harvard war das vierte von neun Kindern des Metzgers Robert Harvard und seiner Frau Katherine Rogers. Er wurde am 29. November 1607 in der Kirche St. Saviour’s Parish im Süden Londons getauft. Dort wurde er später vom Rektor Nicholas Morton unterrichtet und auf das College vorbereitet. Nachdem seine restliche Familie bis auf seine Mutter und seinen Bruder Thomas 1625 einer Pestepidemie zum Opfer gefallen war, standen seiner Mutter, die aus einer Ratsfamilie stammte, und seinem wohlhabenden Stiefvater John Elletson genügend finanzielle Mittel zur Verfügung, um Harvard ab 1627 ein Studium zu finanzieren. Er machte 1632 seinen Bachelor und 1635 seinen Master-Abschluss am Emmanuel College der Universität Cambridge. Nach dem Tod seiner letzten direkten Verwandten heiratete er am 19. April 1636 Ann Sadler (1614–1655), die Schwester seines Studienkameraden John Sadler, späteres Mitglied des Parlaments und Privatsekretär Oliver Cromwells.
Als Puritaner und sogenannter Dissenter war Harvard in England benachteiligt. So verkaufte er vier Häuser in der alten Heimat, kaufte damit wertvolle Bücher und emigrierte 1637 mit seiner Frau nach Neuengland und ließ sich in Charlestown in der Nähe von Boston nieder. Er wurde als Lehrer und Assistenzpastor von Zechariah Symmes an der First Church of Charlestown, einer kongregationalistischen Kirche, tätig. Bereits am 2. November 1637 wurde er ein freeman, ein für die Wahlen berechtigter Mann, in diesem Ort und hatte Anrecht auf ein Landstück. Er starb im folgenden Jahr an Tuberkulose und hinterließ ein Vermögen von 1.600 Pfund.

## Nachträglicher Gründer des Harvard College
Da Harvard kinderlos blieb und bis auf seine Ehefrau keine weiteren Verwandten mehr hatte, vermachte er die Hälfte seines Vermögens und seine umfangreiche Bibliothek, die 320 klassische und theologische Werke in etwa 400 Bänden umfasste, dem im Nachbarort Cambridge gelegenen Newton College, das 1636 von englischen Kolonisten gegründet worden war. Diese Zuwendung war zu diesem frühen Zeitpunkt der Universität derart entscheidend, dass sie ihm zu Ehren seinen Namen erhielt. In diesem Sinne kann er als nachträglicher Gründer der zwei Jahre zuvor gegründeten Universität angesehen werden. Die spätere Harvard-Universität, eine der führenden und ältesten Hochschulen der Vereinigten Staaten, hat hier ihren Ursprung.

## Andenken und Ehrungen
1764 zerstörte ein Feuer die Bücher Harvards in der Harvard Hall. Nur ein Exemplar konnte gerettet werden: John Downame (1571-1652) The Christian Warfare against the Devill, World and Flesh, 4th ed. London, 1634. Es wird in der Eingangshalle der Houghton Library ausgestellt.
Harvards Grabstein auf dem Friedhof Phipps Street ging während der amerikanischen Revolution verloren, daher ließen 1828 ehemalige Harvardabsolventen dort einen Obelisken aus Granit errichten, um an den Gönner des Lernens und des Glaubens in Amerika zu erinnern. Eine vom bekannten Steinbildhauer Daniel Chester French geschaffene Statue wurde 1884 der Harvard University übergeben und im Außenraum des Harvard Yard aufgestellt.
1905 wurde durch den amerikanischen Botschafter Joseph Hodges Choate eine Seitenkapelle in der anglikanischen Kathedrale von Southwark zu Ehren von Harvard eingerichtet.
Eine Bierbrauerei in Massachusetts trägt den Namen von John Harvard.